# Central hidroeléctrica de Kárahnjúkar
La central hidroeléctrica de Kárahnjúkar (en islandés: Kárahnjúkavirkjun) es una planta de energía hidroeléctrica situada en el este de Islandia, en la región de Austurland.

## Características
La central hidroeléctrica de Kárahnjúkar tiene una potencia de 690 MW y produce anualmente 4600 GWh. Tiene 800 metros de diámetro y 200 metros de altura. Se encuentra al norte del glaciar Vatnajökull sobre los ríos Jökulsá á Brú y Jökulsá í Fljótsdal, formando el embalse de Hálslón.
Fue construida para alimentar la fundición de aluminio Fjardaál, situada en Reyðarfjörður, a 75 km al este. Este proyecto, concluido en 2009, fue muy controvertido en Islandia por su impacto ambiental y movilizó a una gran parte de la población. La obra la realizó la empresa italiana Impregilo.